# Молодые львы (фильм)
«Молодые львы» (англ. The Young Lions) — американский военный кинофильм режиссёра Эдварда Дмитрыка, вышедший на экраны в 1958 году. Экранизация одноимённого романа Ирвина Шоу. Главные роли исполнили Марлон Брандо, Монтгомери Клифт и Дин Мартин.

## Сюжет
В центре повествования трое молодых людей. Один из них — немецкий офицер Кристиан Дистль (Марлон Брандо), считающий службу в армии своим священным долгом. Однако последующие события, развивающиеся в Северной Африке и на Западном фронте, укрепляют в нём сомнения в справедливости того, что он делал. Две другие истории раскрываются в американском военном лагере. Ной Аккерман (Монтгомери Клифт) — молодой еврей, страдающий от притеснений на национальной почве со стороны своих сослуживцев. Его друг Майкл Уитэкр (Дин Мартин) — драматург и бродвейская звезда, вынужденный пойти в армию помимо своей воли.

## В ролях
- Марлон Брандо — лейтенант Кристиан Дистль
- Монтгомери Клифт — Ной Аккерман
- Дин Мартин — Майкл Уитэкр
- Максимилиан Шелл — капитан Харденберг
- Хоуп Лэнг — Хоуп Плоуман
- Барбара Раш — Маргарет Фримантл
- Мэй Бритт — Гретхен Харденберг
- Дора Долл — Симона
- Ли Ван Клиф — сержант Риккетт
- Лилиана Мотевикки — Франсуаза
- Парли Бэр — сержант Брандт
- Артур Франц — лейтенант Грин

## Награды и номинации
- 1959 — три номинации на премию «Оскар»: лучшая операторская работа в черно-белом фильме (Джозеф Макдональд), лучшая музыка к фильму (Хьюго Фридхофер), лучший звук (Карлтон Фолкнер).
- 1959 — две номинации на премию BAFTA: лучший фильм, лучший зарубежный актёр (Марлон Брандо).
- 1959 — номинация на премию «Золотой глобус» за лучший фильм, пропагандирующий взаимопонимание между народами.
- 1959 — номинация на премию Гильдии режиссёров США за лучшую режиссуру художественного фильма (Эдвард Дмитрык).